# Templasilus bolivari
Templasilus bolivari är en tvåvingeart som först beskrevs av Arias 1912.  Templasilus bolivari ingår i släktet Templasilus och familjen rovflugor. Inga underarter finns listade i Catalogue of Life.